# Karl Wrabetz
Karl Wrabetz (* 24. April 1846 in Wien; † 29. August 1924 ebenda) war österreichischer Lithograph und Photograph, Bankmanager und Person des österreichischen Genossenschaftswesens sowie Reichsratsabgeordneter in der österreichisch-ungarischen Monarchie. 
Von 1892 bis 1919 war er leitende Persönlichkeit und Verbandsanwalt beim Allgemeinen Verband (heute Österreichischer Genossenschaftsverband).

## Leben und Ausbildung
Wrabetz besuchte die Volks- und Unterrealschule im 2. Wiener Gemeindebezirk und Abendkurse an der Wiener Handelsakademie. Er erlernte die Lithografie und war ab 1867 selbständiger Fotograf. 1893 übergab er den Betrieb an seinen ältesten Sohn, um sich ganz seiner Tätigkeit als Verbandsanwalt des Allgemeinen Verbandes widmen zu können.

## Funktionen in Genossenschaften und im Verband
- 1872 wurde er Vorstand und später Direktor der „Allgemeinen Vorschusskasse“ in Wien gewählt und hatte dieses Amt bis 1890 inne. Er reformierte das Statut, die Verwaltung, die Buchführung und Rechnungslegung, wodurch diese Bereiche für die Wiener Vorschussvereine beispielgebend wurden.
- 1872 war er bei der konstituierenden Sitzung des Allgemeinen Verbandes anwesend, beteiligte sich an den jährlichen Beratungen im Rahmen der allgemeinen Vereinstage und trat in den darauffolgenden 33 Jahren sowohl als Antragsteller als auch als Referent, Diskutant und Berichterstatter hervor.
- 1877 wurde er in den Engeren Ausschuss des Allgemeinen Verbandes gewählt.
- 1878 war er Mitbegründer und ab 1886 bis zu seiner Wahl als Verbandsanwalt Vorstand im Genossenschaftlichen Klub in Wien, den er auch nach seinem Ausscheiden mit Referaten und Vorträgen unterstützte.
- Von 1886 bis 1901 betätigte sich Wrabetz bei der Durchführung der in den Vorschussvereins-Unterverbänden von Niederösterreich und Böhmen freiwillig eingeführten Revisionen, führte diverse Reformen im Verband durch und besuchte die Unterverbandstage.
- 1891 war er als Förderer des Gewerbes und des freien Genossenschaftswesens maßgeblich an der Gründung des „Wiener Gewerblichen Kredit-Institutes“ beteiligt, in dessen Direktion er eintrat.
- 1892 wurde er Verbandsanwalt des Allgemeinen Verbandes und verblieb bis 1919 in dieser Funktion.
- Ab 1892 redigierte er das Verbandsorgan „Die Genossenschaft“ und er war ebenfalls ab 1892 Herausgeber der „Mitteilungen über die jährlichen Allgemeinen Vereinstage“ sowie der „Statistischen Jahresberichte“.
- Weitere Publikationen waren 1903 der „Genossenschaftliche Arbeitskalender als Arbeitsbehelf für Vorstände und Aufsichtsräte von Erwerbs- und Wirtschaftsgenossenschaften“ sowie die Broschüre „Das Gesetz vom 10. Juni 1903, R.G.Bl.Nr. 133, samt Durchführungsverordnung“.
- Wrabetz verfasste weiters Musterstatuten für alle Arten von Erwerbs- und Wirtschaftsgenossenschaften sowie Musterrechnungsabschlüsse für Vorschuss-, Konsum-, Rohstoff- und Produktivgenossenschaften.

## Funktionen in der Handels- und Gewerbekammer
- 1877 wurde er Mitglied der niederösterreichischen Handels- und Gewerbekammer und hielt während seiner siebenjährigen Tätigkeit zahlreiche Referate über gewerbliche Angelegenheiten, beispielsweise über die „Wucherfrage“ und die damaligen Steuervorlagen. Er verfasste umfangreiche Berichte über die Lage der Erwerbs- und Wirtschaftsgenossenschaften in Niederösterreich im Rahmen der jährlichen Handelskammerberichte.
- 1880 wurde er von der Kammer in das Kuratorium der Kaiser-Franz-Josef-Stiftung zur Unterstützung des Kleingewerbes Wien delegiert, wo er 1881 in den leitenden Ausschuss gewählt wurde und auch nach seinem Ausscheiden aus der Kammer als Kurator in dieser Stiftung tätig blieb und erst 1897 aus politischen Gründen seine Funktion zurücklegte.

## Funktionen in der Politik
- Er kandidierte 1885 bei den Wahlen für das Abgeordnetenhaus des Reichsrates und wurde am 1. Juni 1885 vom 9. Wiener Gemeindebezirk zum Reichstagsabgeordneten gewählt und übte dieses Mandat bis zur Auflösung des Abgeordnetenhauses im Jahr 1918 aus.
- Er war abwechselnd Mitglied des Gewerbe-, Steuer-, sozialpolitischen und volkswirtschaftlichen sowie des Steuerausschusses. Zahlreiche, den Erwerbs- und Wirtschaftsgenossenschaften eingeräumten Steuerbegünstigungen sind auf seine Aktivitäten im permanenten Steuerausschuss zurückzuführen.
- Erwähnenswert sind insbesondere seine Anträge zur Reform der Konkursordnung und über die Einführung der obligatorischen Revision bei Erwerbs- und Wirtschaftsgenossenschaften. Er erreichte schließlich die Verabschiedung des Revisionsgesetzes am 10. Juni 1903.

## Funktionen im k.k. Handelsministerium
- 1895 wurde er in den Gewerbeförderungsbeirat berufen, wo er einerseits an den organisatorischen Arbeiten bezüglich der Einführung der Krediterteilung an Genossenschaften und andererseits an den laufenden Arbeiten wie Bewilligung von Arbeitsbehelfen, Subventionen, Krediten usw. beteiligt war.
- 1898 wurde er in die Spezialkommission für Sozialökonomie, Hygiene und öffentliches Hilfswesen berufen, die eine Sektion der Kommission für die Pariser Weltausstellung im Jahr 1900 bildete. Dort verfasste er den „Bericht über die Erwerbs- und Wirtschaftsgenossenschaften in Österreich“, der im Sammelband „Soziale Verwaltung in Österreich“ Ende des 19. Jahrhunderts veröffentlicht wurde. Ende 1900 schied er aus gesundheitlichen Gründen aus dem Gewerbeförderungsbeirat aus.

## Regierungsaufträge
- Wrabetz durfte sich auf Einladung der Regierung bei wichtigen Enqueten als genossenschaftlicher Fachmann äußern, u. a. 1897 anlässlich der geplanten Reform des Genossenschaftsgesetzes, 1901 zum kleingewerblichen Kreditwesen, 1903 zum Revisionsgesetz und 1911 zum Entwurf eines neuen Genossenschaftsgesetzes.

## Auszeichnungen
- Franz-Joseph-Orden (1909)
- Kriegskreuz für Zivilverdienste (1917)
- Zensor der Österreichisch-Ungarischen Bank